# 流星·蝴蝶·劍
《流星·蝴蝶·劍》（英語：Meteor，Butterfly And a Sword）為古龍中期名作，1973年8月於桂冠出版。

## 故事大綱
中原江湖，“老伯”孫玉伯的孫府與萬鵬王的十二飛鵬幫相互對峙。老伯膝下一子孫劍、一女孫蝶，兩大股肱易潛龍、陸漫天，以及得力助手律香川。 “快活林”的主人高寄萍，人稱“高老大”，手下有四名秘密殺手：葉翔、石群、孟星魂、小何。
　律香川早就有殺死老伯的想法但是卻按兵不動，因為他知道幾乎不可能殺死老伯，他和高老大勾結，指派殺手孟星魂去暗殺老伯。最終老伯識破了律香川的詭計，而律香川也死於好友夏青之手。律香川死後，老伯放過了高老大，並把“快活林”的地契交給她。高老大雖然得到了她夢寐以求的“快活林”，但是此時葉翔已死，孟星魂跟了老伯，小何雖然沒死但因殘疾生活都無法自理，只有單純的石群還健在，感覺自己失去了寶貴的親情、濃於血的友情和得不到的愛情，於是高老大最終選擇了自殺。
　與此同時，萬鵬王的手下屠大鵬也發動叛變，雖然失敗了，但是萬鵬王也因此失去了諸多的親信。經此一役，江湖兩大幫派均損失慘重，遂各自收兵、休養生息，江湖復歸暫時的平靜。

## 登場人物
孟星魂
高老大手下的刺客。性格孤僻，幼年被快活林主人高老大收養，之後被培養成一個絕頂殺手。孟星魂不喜歡殺人，然而他必須殺人，因為他不殺人他就得死，這已經成為了他的生存方式。儘管他在每次殺人後都感到很噁心，卻擺脫不了這個宿命。他的最後一個任務是殺孫玉伯，而這次任務改變了他的一生，他在刺殺老伯的任務中愛上了小蝶，於是想脫離刺客的生涯。但是，一看到高老大，孟星魂就覺得自己對不起她。
孫蝶（冷燕）
孫玉伯的女兒、孟星魂的妻子。單純可愛，纖弱柔美，貌若天仙，善良多情。律香川暗戀的對象，被律香川強姦生下一子後失去生育能力，因未婚懷孕被老伯趕出家門。

### 快活林
高寄萍
被尊稱「高老大」的女子。她自底層出生，作過礦工、雛妓，直至開了武林高級會所「快活林」，是家妓院。此外，她亦收養了葉翔、石群、孟星魂和小何，培養他們成為職業殺手，也是一個刺客組織的頭領，為了拿到「快活林」的不動產權，與律香川聯合暗殺孫玉伯。
葉翔
高老大手下的刺客。冷靜、迅速、勇敢，無論要殺什麼人一擊必中；後來因韓棠而失去了信心，已不能殺人。所以一直視孟星魂為自己生命的延續，並用生命來令孟星魂學懂了很多事情。愛慕孫蝶。
石群
高老大手下的刺客。長期居住在北方。
小何
高老大手下的刺客。貌美如女子，灌入大量烈酒也不會吐實，善妒忌，為了取代孟星魂的地位，貿然去刺殺老伯；失敗後成殘廢。
鳳鳳
高老大門下的妓女，律香川算計老伯的工具。

### 龍門帮
孫玉伯
喜歡別人叫他「老伯」，人老心不老，是江湖中最嚴密的組織「龍門帮」的首領。他說自己是賭徒，所以在任何情況下都不會沒有賭注。
律香川
老伯最親近、最能幹的手下，被視為親兒子一樣。孟星魂的天敵，後背叛老伯。他擅用暗器，據說已能排到天下頭十名以內，尤其陸家的七星針，劇毒無比，世上無葯可救。但是他的冷靜和心計卻比他的武功還可怕。是一個不折不扣的偽君子，後死於夏青之手。
孫劍
老伯的兒子。在鐵成鋼的喪禮上，被「十二飛鵬幫」的人殺死。
韓棠（無名）
老伯的舊部下，刺客中最強、最瘋的殺手。眉目冷漠，殺人迅速、準確、殘酷，殺人後會立刻將死者的血抹在自己臉上。後被「十二飛鵬幫」四大壇主殺死。
文虎、文豹（子與）
老伯的部下。兩個很精悍的年輕人。被「十二飛鵬幫」的人殺死。
陸漫天（王強）
又名陸沖，老伯的舊部下。律香川嫡親的外舅。
易潛龍
老伯的舊部下。在老伯困難時潛逃，事實上是幫組織在秘密訓練新血。
馮浩
老伯的部下。
林秀
律香川的妻子，深愛律香川，但在律香川試圖擺脫殺害孫玉伯的嫌疑時遭設局利用，最後被冯浩攔住姦殺。
夏青
律香川最信任的人，他是律香川在貧賤時的老朋友。
馬方中（鐵鬍子）
對老伯忠心耿耿的秘密手下，是老伯的最後一著棋子。
孫巨
對老伯忠心耿耿的秘密手下，是個瞎了眼的巨人。

### 十二飛鵬幫
萬鵬王（范璇）
本名趙瑋，為王族後裔以及「十二飛鵬幫」幫主。長期與另一霸主孫玉伯互相對衡。飛鵬堡、孫府各據一方，以快活林為分界。
「大鵬」屠城
十二飛鵬幫壇主。萬鵬王手下的第一號打手。
「金鵬」羅江
十二飛鵬幫壇主。
「銀鵬」蕭安
十二飛鵬幫壇主。
「怒鵬」原沖
十二飛鵬幫壇主。
「鐵鵬」方剛
十二飛鵬幫壇主。

## 小說目錄
- 本書並無章名，共分29節。

## 衍生改編

### 影視作品
| 名稱               | 流星蝴蝶劍   | 流星蝴蝶劍     | 新流星蝴蝶劍 | 策马啸西风 | 流星蝴蝶劍 | 流星蝴蝶劍 |
| 年代               | 1976年       | 1978年         | 1993年       | 2001年     | 2002年     | 2010年     |
| 類型               | 香港邵氏電影 | 香港佳藝電視劇 | 香港電影     | 大陸電視劇 | 大陸電視劇 | 大陸電視劇 |
| 人物               | 演員         | 演員           | 演員         | 演員       | 演員       | 演員       |
| 孟星魂             | 宗華         | 羅樂林         | 梁朝偉       | 吴京       | 丁子峻     | 陳楚河     |
| 孫蝶（冷燕、蝶舞） | 井莉         | 魏秋樺         | 王祖賢       | 傅彤       | 張佳蓓     | 陳意涵     |
| 孫玉伯             | 谷峰         | 吳桐           | 徐錦江       | 王岗       | 鄭少秋     | 劉德凱     |
| 律香川             | 岳華         | 劉江           | 庹宗華       | 刘培清     | 何中華     | 黃維德     |
| 高寄萍（高玉寒）   | 陳萍         | 馬海倫         | 楊紫瓊       | 俞飞鸿     | 徐琳       | 王艷       |
| 孫劍               | 王鍾         | 卡迪遜         | 李為         |            | 史曉嵩     | 洪亮       |
| 葉翔               | 凌雲         | 麥天恩         | 甄子丹       |            |            | 賀剛       |
| 何方               |              |                |              |            |            | 郭鑫       |
| 韓棠               | 羅烈         | 鄭雷           |              |            |            | 桑偉淋     |
| 林秀               |              | 孫泳恩         |              |            |            | 張 璇      |
| 萬鵬王             | 王俠         | 曹達華         |              |            | 徐少強     | 劉永       |
| 賈皇爺             |              |                | 林志穎       |            |            |            |
| 鳳鳳               |              | 文雪兒         |              |            |            | 周奇奇     |

### 遊戲
- 《流星蝴蝶劍.net》：昱泉國際於2002年10月17日發行的PC單機遊戲。
- 《流星蝴蝶劍2鐵鳳凰》：昱泉國際於2004年6月9日於E3遊戲展曝出的以歐美風為主的PC單機遊戲。
- 《流星OL》：昱泉國際於2008年中旬測試的PC線上遊戲。至今被《新流星搜劍錄》所取代。
- 《流星蝴蝶劍Online》：久遊網於2012年7月20日封測的PC線上遊戲。
- 《新流星搜劍錄》：大陸空中網製作，“流星之父”蔡浚淞原班人馬TITANS工作室开發的PC線上遊戲

由於蔡浚淞對團隊管理不佳，以及將原來由空中網的主權交予騰訊遊戲，由騰訊網發行并於2015年10月份封測。但由于测试期间游戏表现不佳且未能达到腾讯所提出要求，最終腾讯於2017年6月12號正式關服，结束代理合作。2017年11月10日，泰坦工作室确认《新流星搜剑录》将登陆STEAM平台。2017年12月21日，在Steam平台正式发售。

### 受影響之作品
- 1994年日本動畫《機動武鬥傳G GUNDAM》中，新中國代表鬥士所使用的少林寺最終奧義名為「真・流星胡蝶劍」，乃受到1993年電影《新流星蝴蝶劍》之影響。